# Larentia aegrota
Larentia aegrota là một loài bướm đêm trong họ Geometridae.